# Weiden (Schiff)
| FRG Naval Ensign                      | FRG Naval Ensign                                                                                   | FRG Naval Ensign |
| Minenjagdboot Weiden (Klasse 332/02)  | Minenjagdboot Weiden (Klasse 332/02)                                                               |                  |
| ------------------------------------- | -------------------------------------------------------------------------------------------------- | ---------------- |
| Die Weiden vor der schottischen Küste | |                  |
| Allgemeine Informationen              | |                  |
| Klasse:                               | Minenjagdboot Klasse 332/02                                                                        |                  |
| Optisches Rufzeichen:                 | M 1060                                                                                             |                  |
| Internationales Rufzeichen:           | DRES                                                                                               |                  |
| Bauwerft:                             | Abeking & Rasmussen Schiffs- und Yachtwerft GmbH & Co. KG, Lemwerder                               |                  |
| Baunummer:                            | 6432                                                                                               |                  |
| Kiellegung:                           | 1. März 1990                                                                                       |                  |
| Stapellauf:                           | 14. Mai 1992                                                                                       |                  |
| Funktionsnachweis:                    | 3. September bis 30. November 1992                                                                 |                  |
| Abnahme BWB:                          | 25. März 1993                                                                                      |                  |
| Indienststellung:                     | 30. März 1993                                                                                      |                  |
| Außerdienststellung:                  | 28. Juni 2006                                                                                      |                  |
| Verbleib:                             | Verkauf an die Vereinigten Arabischen Emirate, für diese am 30. Juni 2006 als Al Hasbah in Dienst. |                  |
| Technische Daten:                     | siehe Frankenthal-Klasse                                                                           |                  |

Die Weiden war ein deutsches Minenjagdboot der Frankenthal-Klasse (Klasse 332). Es wurde auf der deutschen Werft Abeking & Rasmussen Schiffs- und Yachtwerft GmbH & Co. KG in Lemwerder gebaut und lief am 14. Mai 1992 vom Stapel.
Das Minenjagdboot wurde als zweites Boot der Klasse am 30. März 1993 in Dienst gestellt. 1997 wurde es in der Peene-Werft in Wolgast und von März bis April 2001 auf einer polnischen Werft generalüberholt. Die Weiden gehörte dem 1. Minensuchgeschwader an und war im Marinestützpunkt Olpenitz stationiert.

## Geschichte
1996–1998
Anfang Februar 1997 lief die Weiden zu ihrer bis dato wohl längsten Fahrt aus. Zusammen mit dem Schnellen Minensuchboot Ensdorf des 5. MSG ging es durch den NOK nach Wilhelmshaven, um dort mit dem Versorger Nienburg den kleinen Verband zu komplettieren. Von Wilhelmshaven ging die Reise durch Ärmelkanal und Gibraltar nach Málaga sowie Malta. Nach der Passage des Suezkanals gab es wiederum Stopps in Aden (Jemen) und Maskat (Oman) um schlussendlich das Ziel, die International Defense Exhibition (IDEX 97) in Abu Dhabi zu erreichen. Nach einer knappen Woche wurde die Heimreise angetreten mit Zwischenstopps in Dschibuti, Alexandria, Palma de Mallorca und A Coruña. Die Präsentationen in den angelaufenen Häfen sollten sich als so erfolgreich erweisen, dass die Weiden später just in die Vereinigten Arabischen Emirate verkauft wurde. Ende April waren sowohl Ensdorf als auch Weiden in Olpenitz zurück.
Zu Testzwecken wurde auf dieser Reise eine Video- und Wärmebildkamera installiert. Da sich das System als nützlich und zuverlässig erwies, wurde es anschließend für unter anderem neue Fregatten übernommen. Auf der Weiden wurde es jedoch wieder deinstalliert.
In der Folge gab es bis Ende Oktober 1998 wenig Spektakuläres: Kurzreise nach Kalmar (Schweden), Werftaufenthalt in Wolgast, SQUADEX (Neustädter Bucht), diverse SAGA’s sowie Teilnahme am NATO-Manöver COOP-Jaguar in Dänemark. Außerdem einzelne Tests des neuen Seefuchs-Systems (Weiterentwicklung des Pinguin B3).
2000
Vor allem im ersten Halbjahr brachte es der Minenjäger auf viele Seetage, die vor allem durch die Teilnahme an verschiedenen NATO-Manövern bedingt waren. Der Oktober stand im Zeichen der Ausbildung der zum Teil neu zusammengesetzten Besatzung, neben mehreren Tagesfahrten stand auch eine einwöchige Übungsfahrt auf der Ostsee an. Dazwischen fand eine Repräsentationsfahrt statt, auf der Vertretern der rumänischen Marine das moderne deutsche Minenjagdsystem vorgestellt wurde. Im November nahm die Weiden dann zusammen mit der Datteln, der Fulda, der Rottweil, der Weilheim und der Bad Bevensen an der zweiwöchigen Geschwaderfahrt Squadex teil, die nach Gdynia/Polen führte. Das Jahr endete für die Weiden mit jeweils zwei Einzelwochen umfassende Minenjagdaufträgen vor Rügen.
2001
Auch der Januar des Folgejahres wurden zunächst Minenjagdübungen durchgeführt. Im Februar nahm die Weiden dann an der Frühjahrs-Geschwaderfahrt teil, die dieses Mal nach Kalmar/Schweden führte. Dabei kam der Weiden die Ehre zuteil, das Geschwaderessen ausrichten zu dürfen, zu dem unter anderem die Präsidentin des schwedischen Parlamentes geladen war. Im Rahmen der Geschwaderfahrt wurde dabei ein Teil des Seegebietes der berüchtigten Wartburgsperre nach Minen untersucht, jedoch ohne Erfolg. Anfang März entdeckte die Besatzung während einer Vermessungsfahrt durch Zufall einen scharfen Torpedo sowie eine ungezündete Bombe aus dem Zweiten Weltkrieg auf dem Boden der Ostsee, die beide durch die Minentaucher des Bootes entschärft wurden. Am 20. März wurde die Weiden dann in das Marinearsenal nach Kiel verlegt, wo sie auf einen längeren Werftaufenthalt vorbereitet wurde.
2002
Teilnahme am NATO-Manöver MCM Force South und vom 12. August bis 20. September am SEF, während dessen das Schiff Aarhus und Kopenhagen in Dänemark, sowie Göteborg in Schweden anlief. In diese Zeit fiel auch die Teilnahme am DANEX 2002 vom 9. bis 20. September.
2003
Die US-Liegenschaftsbewachung in Bayern bestimmte den ersten Teil des Jahres den Dienst der Besatzung. Im August diente die Weiden beim traditionellen Cutty Sark Tall Ships’ Race als Begleitschiff und Race Control. Die Fahrt führte das Boot von Olpenitz nach Riga und über Travemünde zurück. Während der Herbstgeschwaderübung des 1. Minensuchgeschwaders besuchte das Boot nach Aalborg in Dänemark.
2004
Der Frühling brachte Boot und Besatzung durch die Teilnahme an der Frühlingsgeschwaderübung nach einem kurzen Zwischenstopp auf Helgoland in den Hafen von Oslo. Als Teil der Deutschen Beteiligung am NATO-Manöver Blue Game lief das Boot die norwegischen Häfen Kristiansand und Oslo sowie Frederikshavn in Dänemark an. In dem 23-tägigen Manöver wurde die Interaktion im Verband mit den NATO-Verbündeten seemännische Manöver sowie die Flieger- und Minenabwehr geübt. Im Juni wurde das Boot zum Test des neuen U-Bootes der Marine U 31 nach Kristiansand befohlen. Durch die schlechte Wetterlage fanden die Testfahrten allerdings nicht statt und die Weiden fuhr unverrichteter Dinge wieder zurück nach Olpenitz. Anschließend folgte eine viermonatige Werftphase bei der Kröger Werft GmbH & Co. KG, Rendsburg. Der Rest des Jahres bestand für Boot und Besatzung aus Erprobungs- und Testfahrten.
2005
Das Jahr 2005 brachte dem Minenjagdboot Weiden insgesamt 111 Seetage. Bis Mai bestand der Dienst vornehmlich aus Schiffssicherungsübungen und der SAGA (Schadensabwehr- und Gefechtsausbildung). Im Mai lief das Boot zum NATO-Manöver JMC zusammen mit dem Minenjagdboot Fulda ins irische Galway aus und von dort nach fünftägigem Aufenthalt weiter nach Glasgow. Nach diesem Manöver, welches für Boot und Besatzung aus Minenjagd- und Seeraumüberwachungsübungen bestand, trat das Boot den Rückweg über Scapa Flow und Helgoland an. Das Manöver Open Spirit, welches aus dem Räumen von Weltkriegsseeminen an der Baltischen Küste besteht, führte das Boot im August und September zusammen mit den Minenjagdbooten Passau und Fulda sowie dem Tender Rhein nach Riga und Ventspils. Bei dieser Seefahrt gelang der Weiden die erfolgreiche Sprengung von vier Seeminen. Im Oktober fand die letzte Geschwaderübung des 1. Minensuchgeschwaders statt, diese führte das Geschwader nach Amsterdam und Newcastle upon Tyne. Am 22. Dezember wurde in Olpenitz mit dem 1. Minensuchgeschwader der älteste Marineverband nach fast 50 Jahren Tätigkeit außer Dienst gestellt. Die unterstellten neun Boote der Frankenthal-Klasse sowie der Tender Werra wurden dem 3. und 5. Minensuchgeschwader zugeteilt. Das Minenjagdboot Weiden wurde dem 3. Minensuchgeschwader unterstellt.
2006
Als Abschlussfahrt vor dem Verkauf des Bootes war die Weiden im Januar zu Gast im Hamburger Hafen, wo sie an den Landungsbrücken festmachte. Während alle Boote und Tender der ehemaligen Minensuchflottille auf Grund der Umstrukturierung der Bundeswehr in ihren neuen Heimatstützpunkt Kiel verlegten, verblieben die Minenjagdboote Weiden, Dillingen und Frankenthal im Marinestützpunkt Olpenitz. Dort begann für sie im Februar die viermonatige Ausbildung der drei Besatzungen der VAE-Marine. Nach einer stürmischen Überfahrt im Juni nach Wilhelmshaven erfolgte am 30. Juni 2006 die Außerdienststellung der Weiden mit gleichzeitiger Übergabe an die Marine der Vereinigten Arabischen Emirate. Unter der neuen Flagge fährt es seit Herbst des Jahres von Abu Dhabi aus unter dem neuen Namen Al Hasbah (dt.: Die große Perle).

## Kommandanten
- 30. März 1993 bis 30. September 1994 – Kapitänleutnant Ulrich Tschauder
- 30. September 1994 bis 26. Oktober 1995 – Oberleutnant zur See Bernd Uwe Magedanz
- 26. Oktober 1995 bis 26. September 1996 – Kapitänleutnant Staudt
- 26. September 1996 bis 22. Juni 1998 – Kapitänleutnant Bernd Scheurich
- 23. Juni 1998 bis 28. Juni 2001 – Kapitänleutnant Tronje Schneider-Pungs
- 28. Juni 2001 bis 29. September 2003 – Kapitänleutnant Felix Hornung
- 29. September 2003 bis 19. August 2004 – Kapitänleutnant Grischa Poweleit
- 19. August 2004 bis 30. Juni 2006 – Kapitänleutnant Alexander Rüß

## Galerie

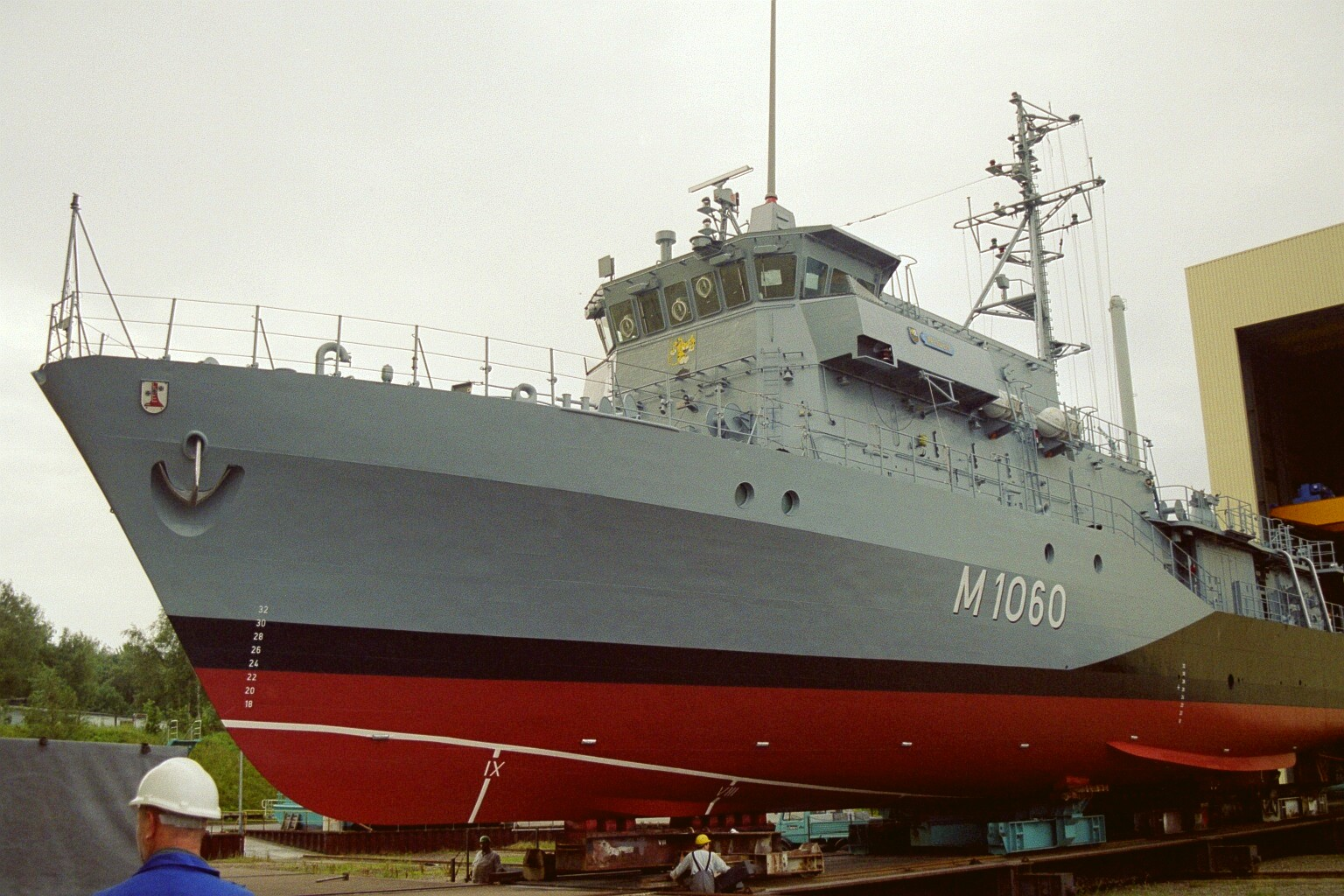
Minenjagdboot Weiden im Trockendock
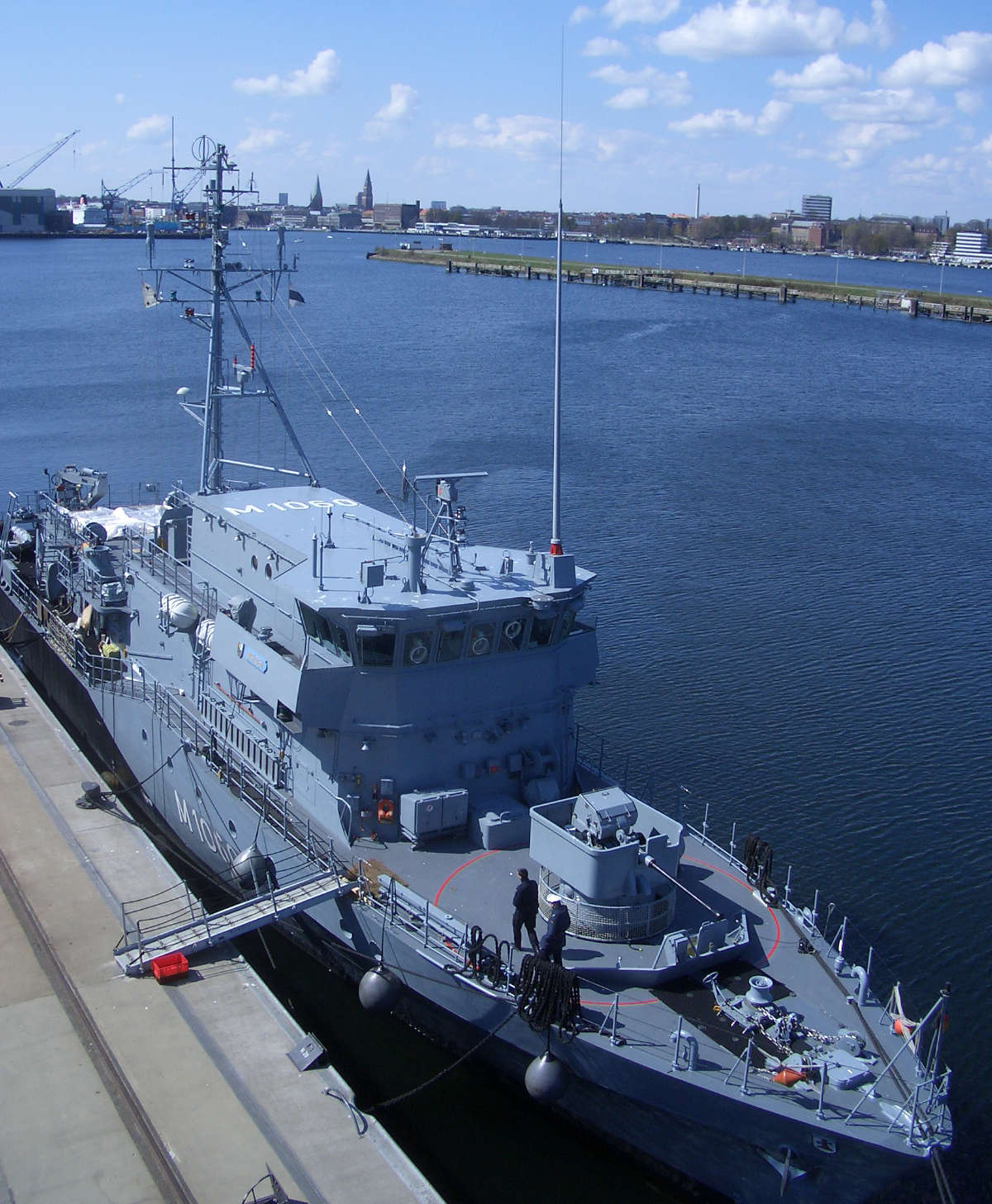
Minenjagdboot Weiden im Marinearsenal Kiel
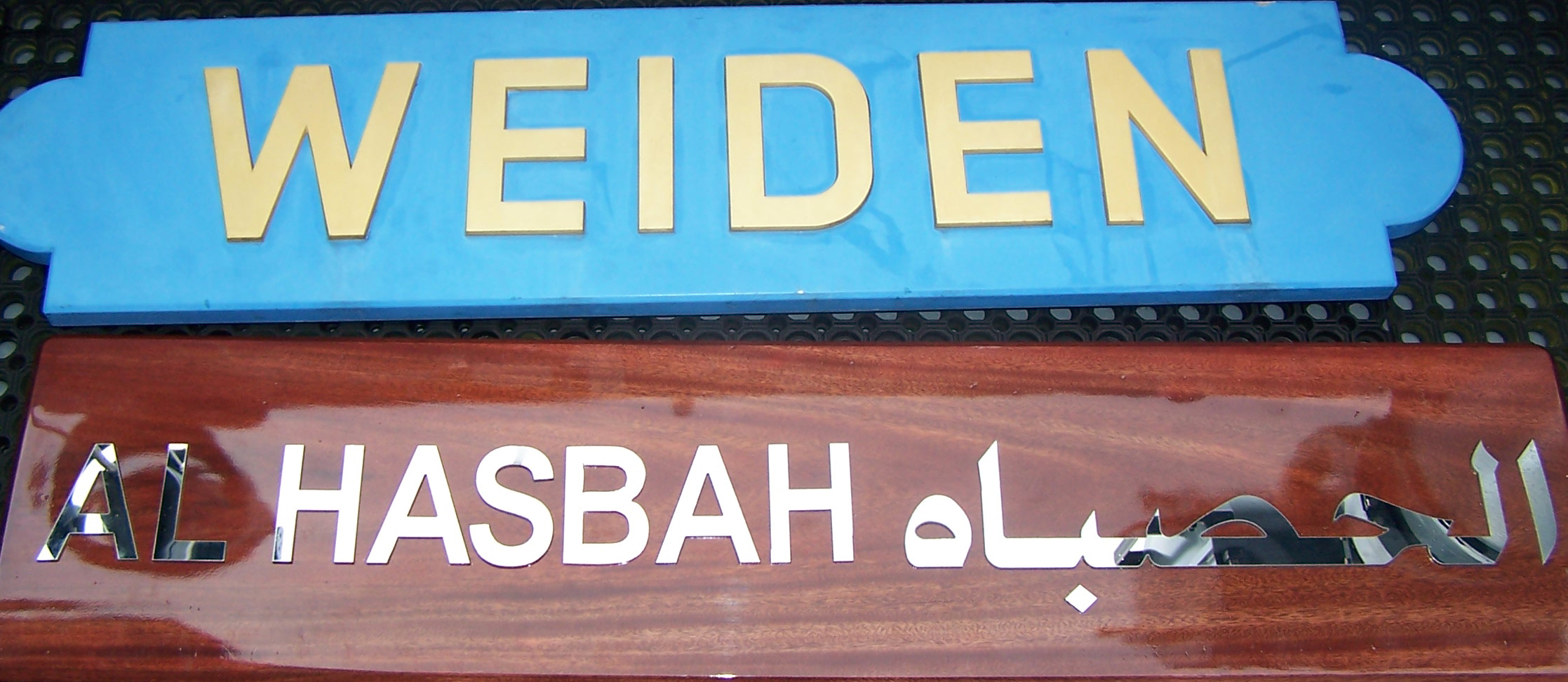
Namensschilder Minenjagdboot Weiden und Al Hasbah
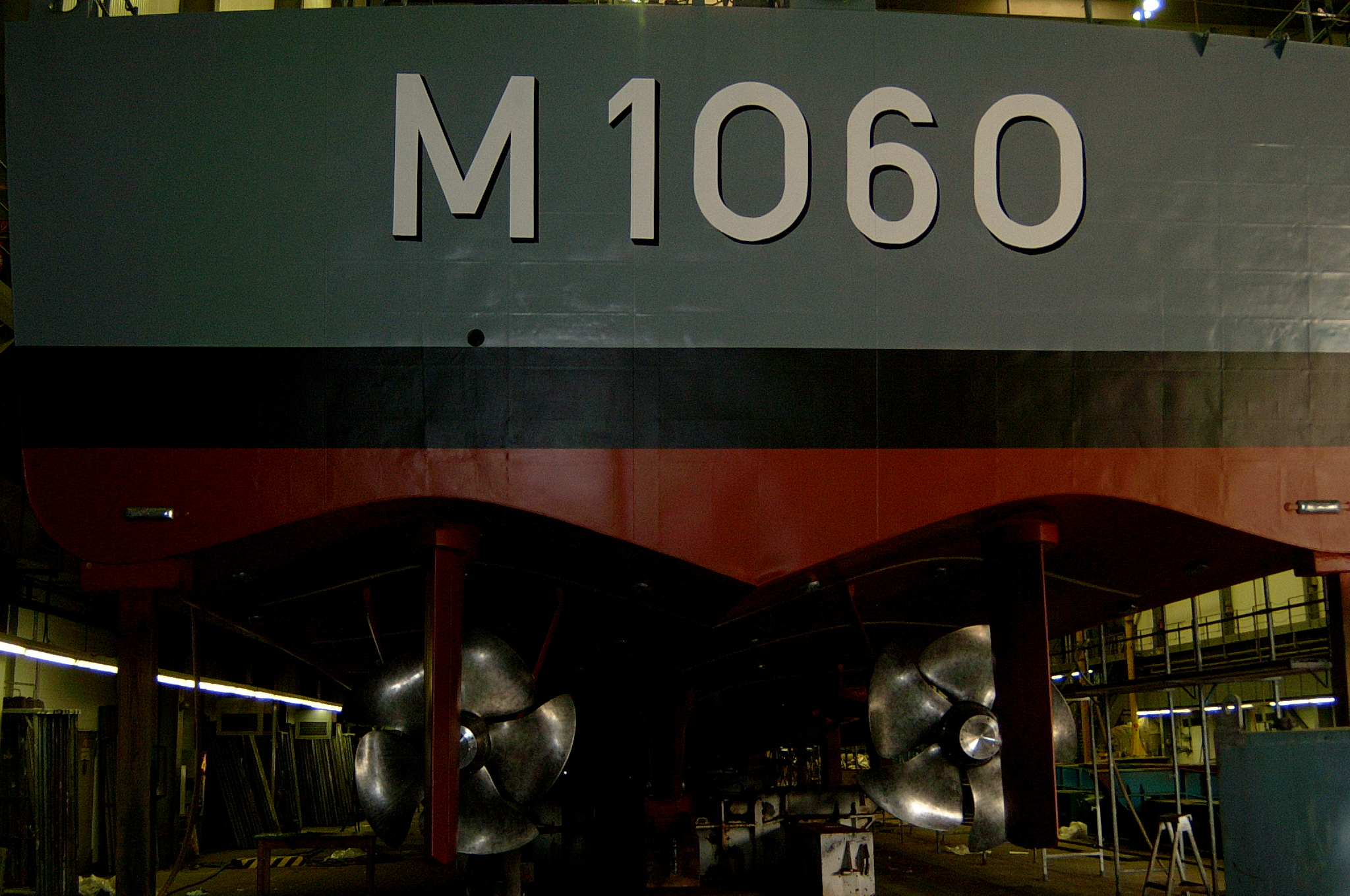
Propeller des Minenjagdbootes Weiden
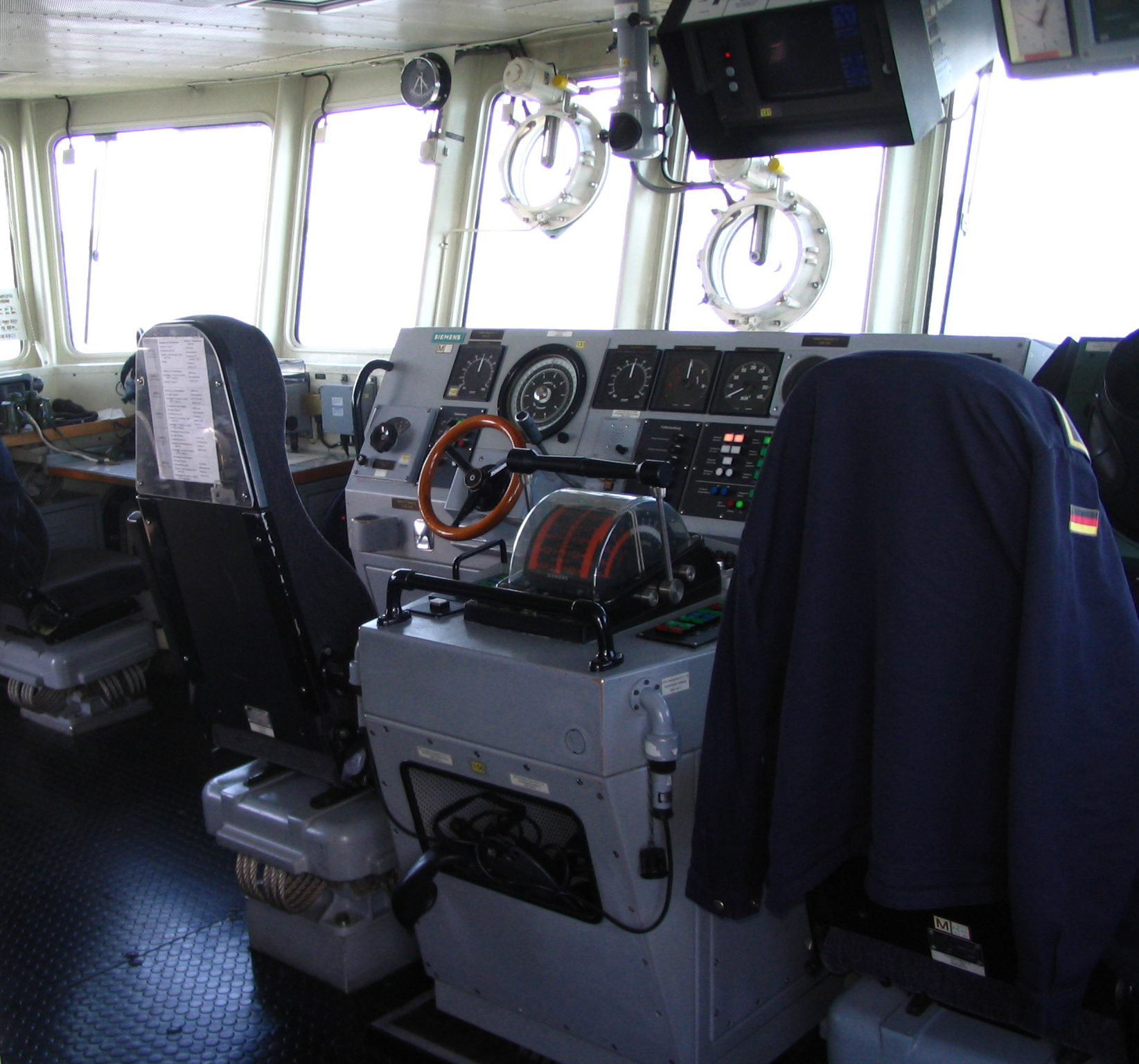
Steuerstand des Minenjagdbootes Weiden
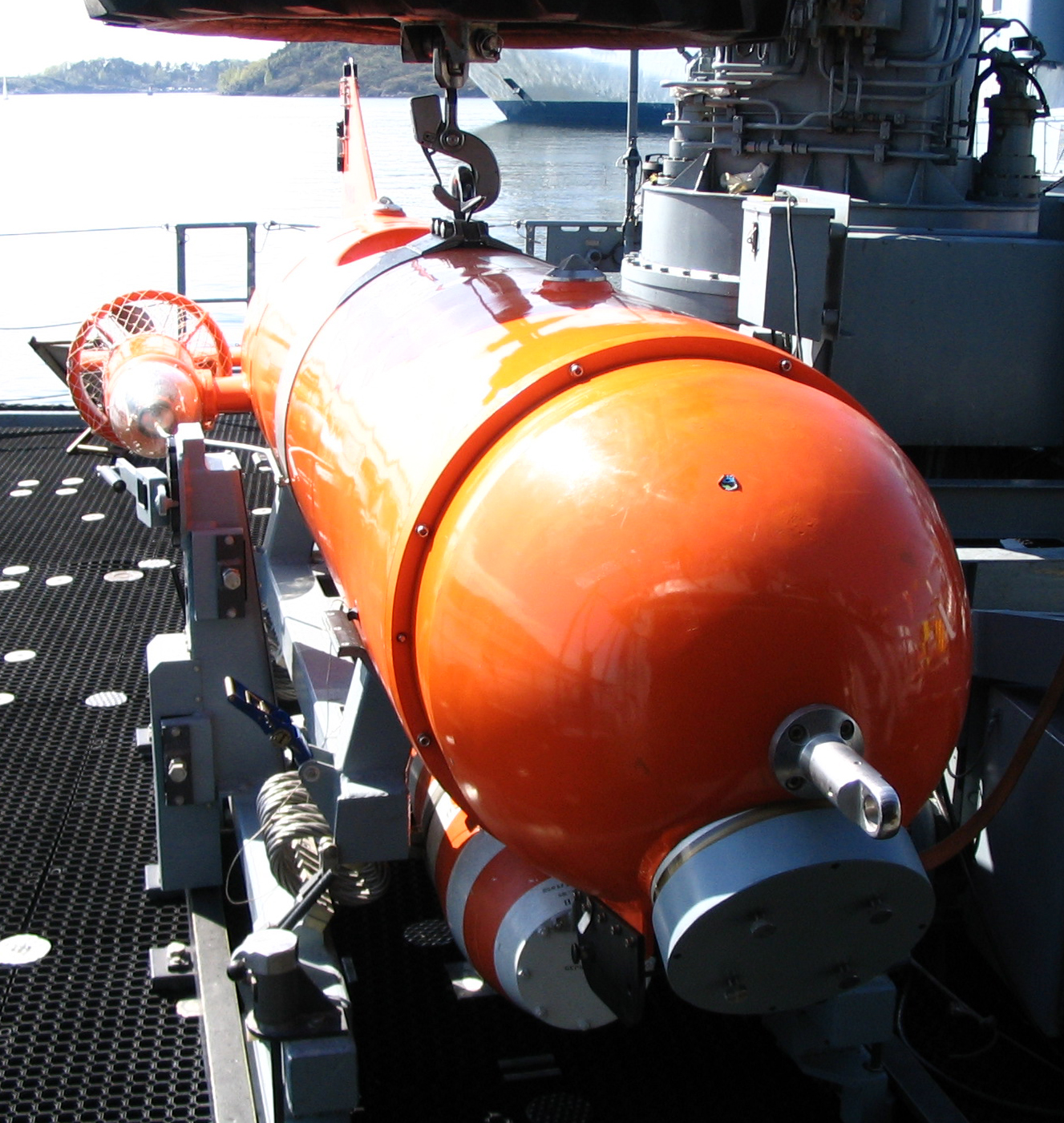
Minenjagddrohne STN Systemtechnik Nord Pinguin B3
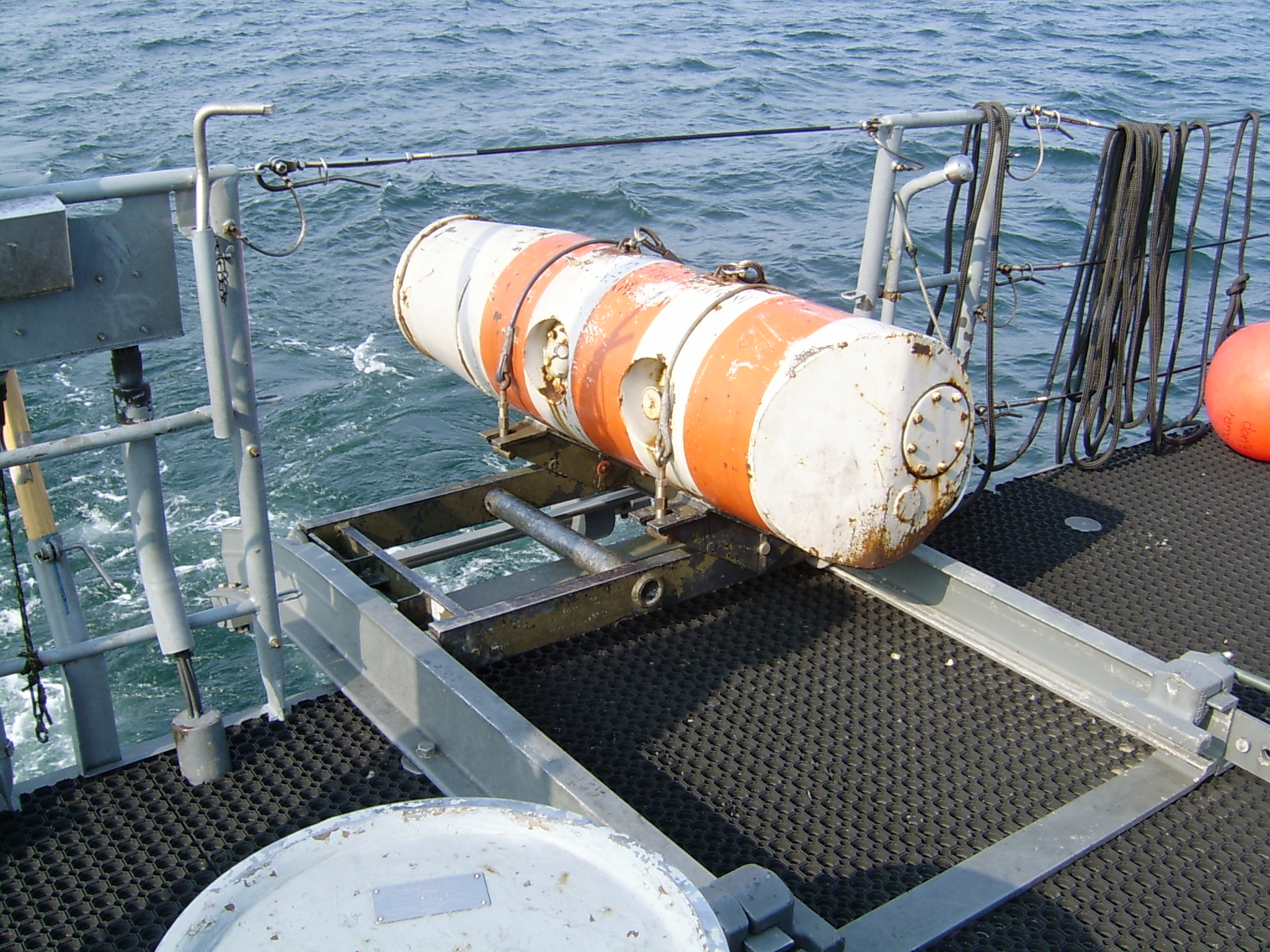
Übungsmine klar zum Wurf
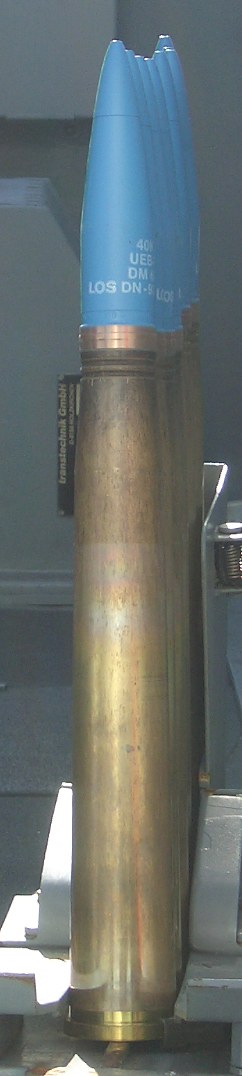
Munition für das 40-mm-Geschütz L/70 MEL Mod. 58
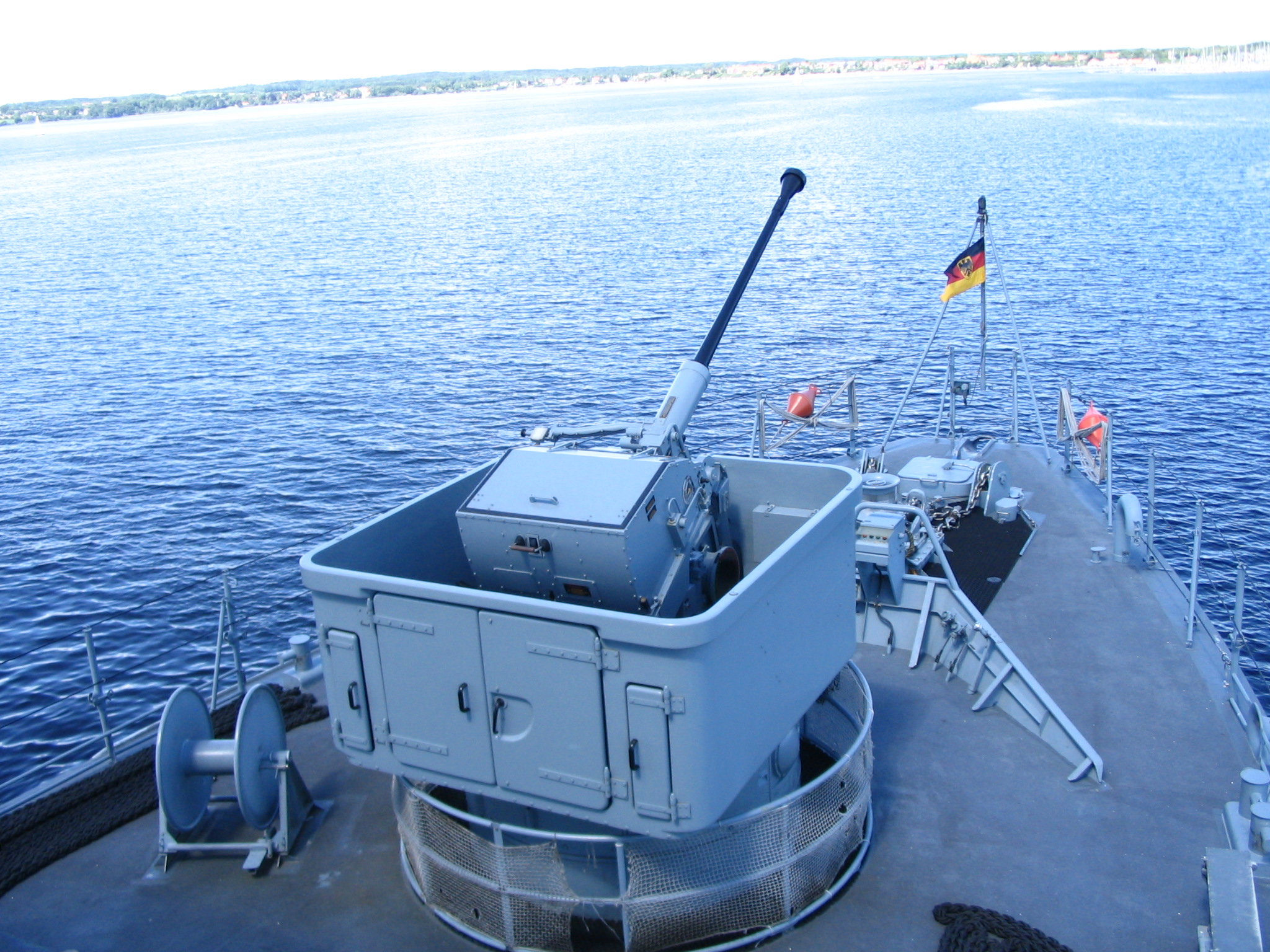
Vorschiff des Minenjagdbootes Weiden mit dem 40-mm-Geschütz L/70 MEL Mod. 58
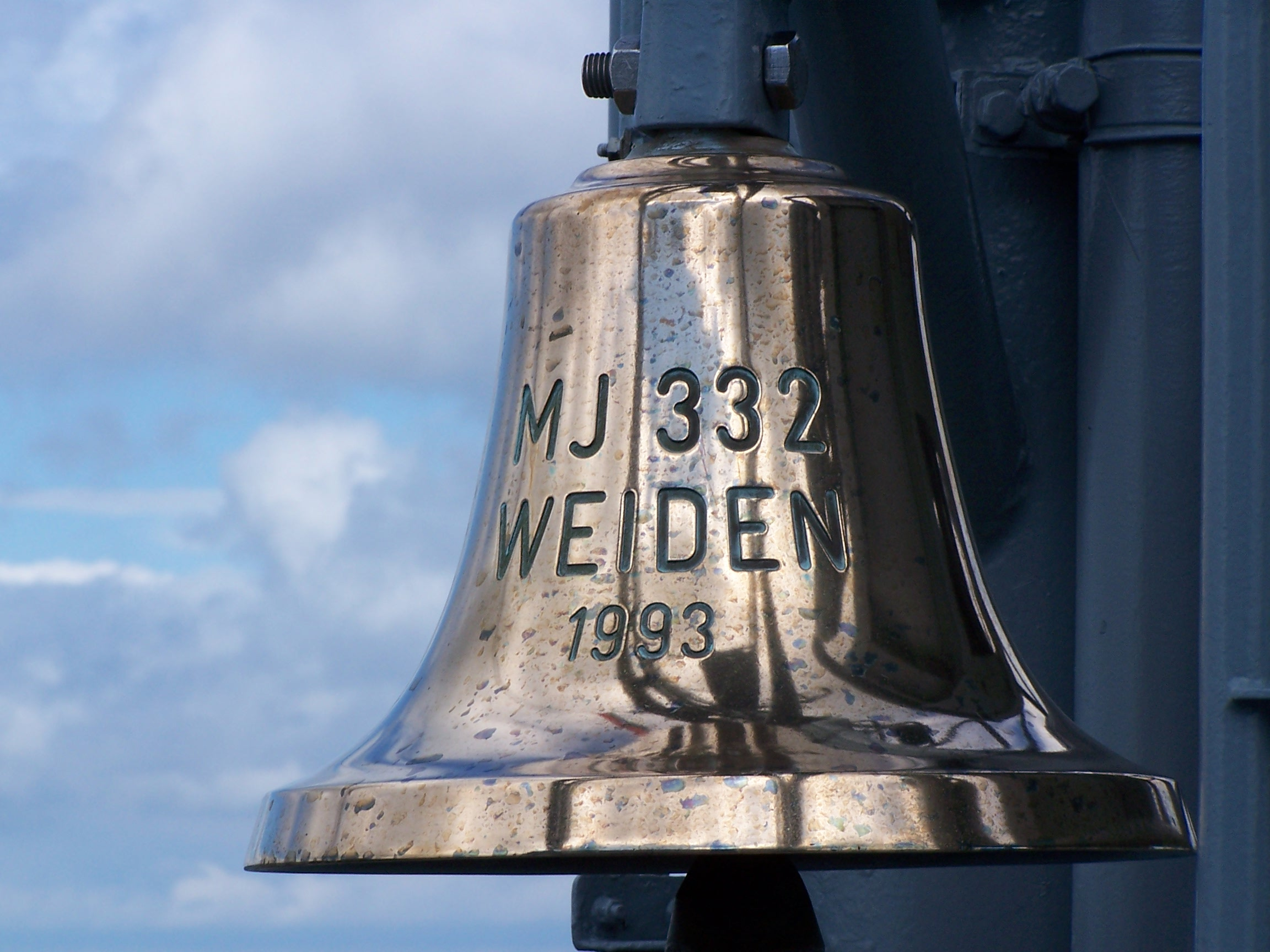
Glocke des Minenjagdbootes Weiden